# Phaeogenes orbus
Phaeogenes orbus là một loài tò vò trong họ Ichneumonidae.